# Dreams about grass
Dreams about grass er en dansk oplysningsfilm fra 2007, der er instrueret af Louise Bugge Jacobsen og Signe Bloch.

## Handling
Filmen følger en flok palæstinensiske piger, der elsker fodbold. Seerne er med på rejsen igennem de militære sikkerhedstjek og med på de tørre, støvede grusbaner. Men udfordringerne er ikke kun logistiske. Det kræver sit mod at være muslimsk pige i fodboldstøvler - sporten er nemlig mandsdomineret, og mange afskyr tanken om piger på en fodboldbane.